# Blue Rhythm Band
Le Blue rhythm band est un grand orchestre de jazz dirigé par Irving Mills (Mill's Blue Rhythm Band, 1931), Baron Lee (1932) et Lucky Millinder (1934-1937).

## Musiciens
Parmi les musiciens qui en firent partie, on peut citer :
- Hayes Alvis
- O'Neil Spencer
- Charlie Holmes
- Joe Garland
- Henry Allen
- J.C. Higginbotham
- Buster Bailey
- Edgar Hayes
- Billy Kyle
- Charlie Shavers
- Harry Edison
- Wilbur De Paris
- Tab Smith
- Danny Barker.